# Florin Tița
Florin Tița (ur. 21 sierpnia 1998) – rumuński zapaśnik walczący w stylu klasycznym. Srebrny medalista mistrzostw Europy w 2019. Drugi na ME U-23 w 2019 i trzeci w 2018 roku.